# Oncology
Oncology is een internationaal, aan collegiale toetsing onderworpen wetenschappelijk tijdschrift op het gebied van de oncologie. Het wordt uitgegeven door CMP Healthcare Media en verschijnt 14 keer per jaar.